# Baelo Claudia
Baelo Claudia fue una ciudad romana situada en la ensenada de Bolonia, en la actual población de Bolonia, a unos 22 km al noroeste de la ciudad de Tarifa, en la provincia de Cádiz (España). Se encuentra dentro del actual parque natural del Estrecho. El estudio de sus restos arquitectónicos muestra su origen romano a finales del siglo II a. C., observándose ya desde esa época una gran riqueza que la convierte en un centro económico importante dentro del área del Mediterráneo. Bien de Interés Cultural, su publicación como Monumento apareció en La Gaceta de Madrid, en 1925.

## Historia
...Baelo es un puerto donde generalmente se embarca hasta Tingis, en Mauritania. También es un emporio que tiene fábricas de salazones...
Estrabón (año 18 d. C.)

La ciudad nació a finales del siglo II a. C., siendo la heredera de un asentamiento bástulo-púnico más antiguo (Bailo, Baelokun), y su existencia está muy relacionada con el comercio con el norte de África (era el principal puerto marítimo que enlazaba con la ciudad de Tánger en Marruecos). Es posible que Baelo Claudia tuviera algunas funciones de centro administrativo, pero la pesca, la industria de salazón y el garum (una salsa derivada del mismo) fueron las principales fuentes de riqueza. El emperador romano Claudio le concedió el rango de municipium (municipio romano).
La vida de estas poblaciones alcanzó pleno esplendor entre los siglos I a. C. y II, iniciándose su decadencia a partir de la segunda mitad del siglo II, cuando un gran maremoto arrasó gran parte de la ciudad. A sus desastrosos efectos se sumaron la crisis del siglo III y las incursiones de hordas de piratas, fundamentalmente mauritanos y germanos. Aunque experimentó un ligero rebrote en el siglo III, la ciudad fue abandonada definitivamente en el siglo VII.
Era esta una ciudad portuaria dedicada principalmente a la pesca y a la conserva mediante salazón de atunes, así como a la producción de garum. Estas actividades tenían lugar durante los meses de verano y atraían a la ciudad a numerosos trabajadores temporeros, hecho que determina en parte las características de algunos de sus edificios.
Desde finales del siglo I su prosperidad viene paulatinamente a menos coincidiendo con la crisis en la producción de sus fábricas, las invasiones del Norte de África (siglo II), los saqueos de las hordas germánicas (siglo III) y sobre todo, un movimiento sísmico que con un tsunami arruina los edificios levantados durante la época imperial; factor que acelera el proceso de abandono que ya venía sufriendo la ciudad, y a pesar de lo cual sus relaciones comerciales logran mantenerse hasta el siglo V En esta época su nombre debía de ser ya Belona, documentado así en la Edad Media, y más tarde como Balonia y finalmente Bolonia.

## Restos arqueológicos

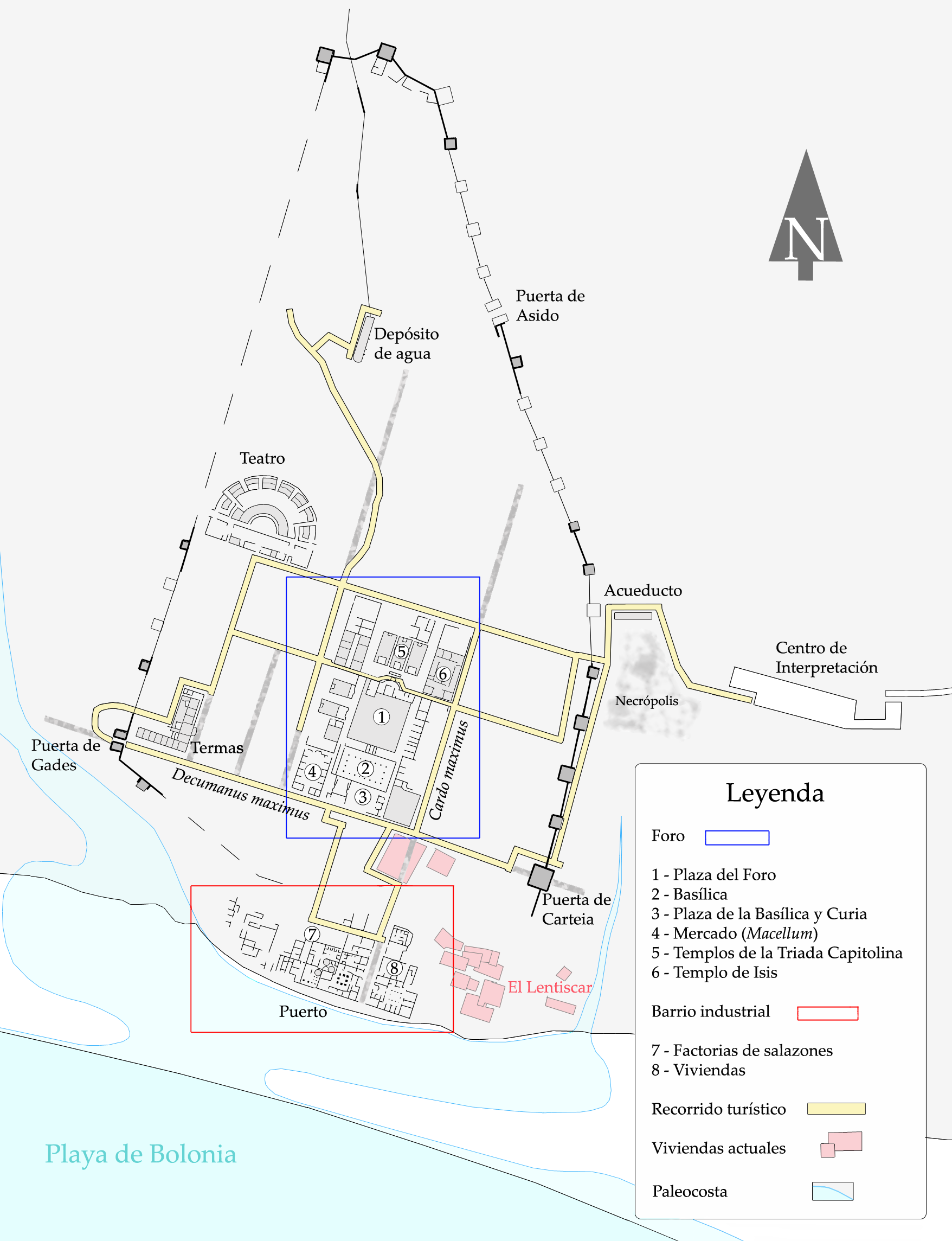
Plano del yacimiento

La figura de Jorge Bonsor es clave en la recuperación del yacimiento.
En su trazado urbano se distinguen las dos vías principales clásicas de la ciudad romana: el decumanus maximus, que la recorría de este a oeste y en cuyos extremos se situaban las puertas de entrada a la ciudad, y el cardo maximus, que la cruza en ángulo recto y por tanto en dirección norte a sur.
En el encuentro de estas dos calles principales se situaba el foro o plaza principal, cuyo pavimento actual es el original de losas de Tarifa conservado desde el siglo I, y a cuyo alrededor se distribuían los principales edificios públicos. Era esta una plaza descubierta con pórticos en tres de sus lados, desde uno de los cuales se accedía a tres de ellos: el templo del emperador, la curia, y otro que servía de sala de reuniones. El edificio principal, situado al fondo es la basílica, destinado a diversos fines y especialmente a sede de los tribunales de justicia; y en el lado izquierdo existían unas pequeñas construcciones rectangulares hechas con piedras: las tiendas o tabernae.
En el yacimiento se conservan los elementos más representativos que constituían la esencia de una ciudad romana. Ésta contaba con:
- Una cerca o muralla, reforzada con más de cuarenta torres de vigía, de las que se conservan las puertas principales de la ciudad, la que se dirigía a Gades, al oeste, y la que se dirigía a Carteia (cerca de San Roque). Hacia el Este, exístía una tercera puerta situada al norte de la ciudad, denominada Puerta de Asido.
- Edificios de carácter administrativo como la curia (senado local) o el archivo municipal.
- Una plaza pública (foro).
- Un palacio de justicia (basílica judicial), situado en el foro frente a los templos. Tiene planta rectangular y mide 19,5 por 35,5 metros. Estaba presidido por una estatua del emperador Trajano de más de tres metros de altura.
- Cuatro templos: tres dedicados a cada uno de los componentes de la Tríada capitolina (Júpiter, Juno y Minerva) y uno dedicado a la diosa Isis, relacionado al culto isíaco en la península.[8] Una disposición similar sólo ha sido hallada en la ciudad de Sbeitla en Túnez.
- El mayor edificio de Baelo Claudia es el teatro, con aforo de hasta 2000 personas,[9] donde todos los actores eran hombres, incluso en los papeles de mujeres, que para interpretar se colocaban máscaras, según fuese el personaje que representaban.
- También pueden verse restos de las tiendas (tabernae), el mercado (macellum), recinto cerrado destinado a la venta de carne y comestibles en general y formado por catorce tiendas y un patio interior;, y las termas (termae).

El abastecimiento de agua de la ciudad se realizaba por medio de cuatro acueductos. También puede apreciarse la zona industrial con restos de las instalaciones para la fabricación del garum, calles, acueductos, restos del sistema de alcantarillado, etc. En ningún otro yacimiento romano de la península ibérica es posible extraer tras la visita una visión tan completa del urbanismo romano como en Baelo Claudia. En esto radica su principal interés, destacado también por el espectacular paisaje que rodea a la ciudad.

## El yacimiento en la actualidad
El conjunto arqueológico está acompañado desde 2007 de un museo, incorporado en la Sede Institucional y Centro de Visitantes del Conjunto Arqueológico de Baelo Claudia, obra del arquitecto Guillermo Vázquez Consuegra, y se ha llevado a cabo un proyecto de actuación paisajística en la ensenada de Bolonia (redactado y ejecutado por el Instituto Andaluz del Patrimonio Histórico entre 2010 y 2013). Así mismo, la Universidad de Cádiz realiza estudios del yacimiento, dando lugar a nuevos descubrimientos, como la única copia del Doríforo de Policleto en Hispania, o una tumba de una noble (una de las pocas en Hispania dedicadas a una mujer).
Aquí se rodó parte del episodio El síndrome de la reina Victoria (2022), de la quinta temporada de la serie The Crown de Netflix.